# Humanities and Social Sciences Communications
Humanities and Social Sciences Communications — це рецензований науковий журнал відкритого доступу, який видає Nature Portfolio. Він охоплює всі сфери соціальних і гуманітарних наук. Журнал був заснований в 2014 році як Palgrave Communications, отримавши свою нинішню назву в 2020 році.

## Цілі та сфера застосування
Humanities & Social Sciences Communications — це онлайн-журнал із повністю відкритим доступом, який публікує рецензовані дослідження з різних галузей гуманітарних, поведінкових і соціальних наук.
Журнал публікує статті, огляди та коментарі, а також тематичні збірки статей («спеціальні випуски»). Журнал підтримується міжнародною редакційною колегією.
Сфера діяльності є інклюзивною та відкритою для теоретичних, методологічних, кількісних та якісних досліджень, які роблять внесок у літературу. Журнал особливо вітає дослідження, які стосуються нових сфер мислення, питань визначення порядку денного або великих суспільних викликів — незалежно від галузі дослідження.
Журнал заохочує подавати міждисциплінарні перспективи, де є явне відношення до розвитку гуманітарних, поведінкових чи соціальних наук. Сюди входять дослідження, що виникають у галузі фізичних, біологічних, клінічних наук і наук про навколишнє середовище, наприклад: медичних гуманітарних наук, цифрових гуманітарних наук, екологічної соціології та комплексних мережевих досліджень.
Також вітаються наукові дослідження, які відображають або прагнуть поінформувати про формування політики всіх типів.

## Тематика
Дисципліни, які висвітлюються в журналі, включають:
- Археологія*
- Антропологія
- Бізнес
- Спілкування
- Складні мережі
- Кримінологія та пенологія
- Культурологія
- Демографія
- Дослідження розвитку
- Цифрова гуманітарія
- Економіка
- Освіта
- Екологічні дослідження**
- Етика
- Кінознавство
- Фінанси
- Гендерні дослідження
- Географія***
- Здоров'я та медичні гуманітарні науки
- Політика охорони здоров'я та послуги†
- Історія
- Історія мистецтва та архітектури
- Готельно-ресторанна справа, відпочинок, спорт і туризм
- Інформатика та бібліотекознавство‡
- Міжнародні зв'язки
- Міжнародна політична економія
- Мова та лінгвістика
- Законодавство
- Література
- Управління
- Медіа студії
- Оперативне дослідження
- Філософія
- Політологія
- Психологія
- Містознавство
- Релігія
- Управління ризиками
- Наука/Технологія та суспільство
- Соціологія
- Соціальна політика
- Театр і вистава

Примітки: *культурні, соціальні та лінгвістичні, але не біологічні; **в контексті таких сфер, як освіта, право, політика, соціологія та економіка; ***лише людський та інтегративний; †включаючи системи, управління, фінансовий аналіз та забезпечення, а також етику та політику охорони здоров’я; ‡включаючи бібліометричні дослідження.

## Реферування та індексування
Журнал реферується та індексується за:
- Arts and Humanities Citation Index [3]
- Current Contents/Arts & Humanities[3]
- Current Contents/Social and Behavioral Sciences[3]
- Index Islamicus
- Scopus [4]
- Social Sciences Citation Index[3]

Відповідно до Journal Citation Reports, імпакт-фактор журналу на 2021 рік становить 2,731.